# Vogue Italia
Vogue Italia, lancée sous ce titre en 1964, est l'édition italienne du magazine de mode américain Vogue. Vogue Italia est considéré durant un temps comme le meilleur magazine de mode au monde.

## Préambule
En 1964, les éditions Condé Nast publient en Italie un nouveau magazine intitulé Novita ; Celui va être renommé Vogue Italia deux ans plus tard.

## Historique
Vogue Italia est lancé en 1964. Guy Bourdin y travaille un peu comme photographe ces années là. 
Cette édition italienne est dirigée un temps par Anna Piaggi. Carla Sozzani y travaille un temps, mais surtout sa sœur Franca Sozzani depuis 1988, qui est la toute puissante rédactrice en chef, aidée un temps de Fabien Baron. Le tirage italien est moins important commercialement que l'édition américaine, mais elle est celle qui dicte les tendances dans le milieu mondial de la mode, avec une ligne éditoriale d'avant-garde, innovante. Le phénomène se reproduit immanquablement chaque saison. Vogue Italie est notamment réputé pour ses couvertures exclusivement photographiées depuis une vingtaine d'années par Steven Meisel. L'édition de juillet 2008 est entièrement consacrée à la beauté des personnes noires (A Black Issue), une formule qui provoque une flambée des ventes à l'international. Le magazine, alors tiré à 109.000 exemplaires, doit tirer 40.000 copies supplémentaires de cette édition,.
Les séries de mode extravagantes et très inspirées de Meisel peuvent couvrir jusqu'à plusieurs dizaines de pages.Chaque mois depuis 2011, trois photographes débutants sont publiés après une sélection dans la rubrique « Photo Vogue ».
À la suite du décès de la rédactrice en chef Franca Sozzani en décembre 2016, Emanuele Farneti lui succède et opère un changement opérationnel visant à aligner la ligne éditoriale nationale avec celle énoncée par les éditions américaine et britannique. Le recours à des artistes nationaux pour l'illustration des pages devient plus restreint.

## Rédacteurs en chef
- 1966-1987: Franco Sartori[7]
- 1987-2016 : Franca Sozzani[8]
- 2017-2021 : Emanuele Farneti[6]

## Controverses
En 2010, l’édition italienne provoque une polémique dans le cadre de la marée noire provoquée par Deepwater Horizon en proposant une série intitulée Water and Oil, dans laquelle Kristen McMenamy (en) pose en créature couverte de pétrole, à la manière d’un oiseau victime de la catastrophe écologique. Ce travail suscite de nombreux commentaires négatifs. Selon la rédactrice en chef Franca Sozzani, « ces images sont faites pour choquer le spectateur et le sensibiliser au respect de la nature ».
Le magazine a été la source de critiques pour d'autres séries de clichés.
Lors du Photo Vogue Festival de novembre 2017 à Milan, le magazine expose ses clichés les plus controversés.